# چمنیک
چِمنیک (به لهستانی:  Ciemnik) یک روستا در لهستان است که در گمینا اینگسکو واقع شده‌است. چیمنگک ۲۶۴ نفر جمعیت دارد.